# Władysław Wrażej
Władysław Jan Wrażej (ur. 23 marca 1894 we Lwowie, zm. 14 lipca 1975 w Ottawie) – polski metalurg, wykładowca uniwersytecki, podpułkownik uzbrojenia Wojska Polskiego, kawaler Orderu Virtuti Militari.

## Życiorys
Dzieciństwo spędził w Jarosławiu, tam wiosną 1914 zdał maturę. We wrześniu tego samego roku ochotniczo wstąpił w szeregi 90 pułku piechoty armii austro-węgierskiej, następnie w Wojsku Polskim brał udział w obronie Lwowa oraz w wojnie polsko-bolszewickiej, z której powrócił z Krzyżem Walecznych. Za bohaterstwo podczas walk polsko-ukraińskich w 1922 został odznaczony Krzyżem Srebrnym Orderu Wojskowego Virtuti Militari, do rezerwy przeszedł w stopniu kapitana uzbrojenia, do 1934 był oficerem rezerwy. Na stopień majora został mianowany ze starszeństwem z dniem 19 marca 1939 i 2. lokatą w korpusie oficerów rezerwy uzbrojenia.
Od 1919 z przerwami na służbę w wojsku studiował metalurgię, w 1923 uzyskał na Politechnice Lwowskiej stopień inżyniera, a następnie został asystentem prof. Stanisława Anczyca w Katedrze Technologii Metali. W 1926 uzyskał stopień doktora nauk technicznych, a następnie doktora habilitowanego. Po śmierci prof. Anczyca w lutym 1927 został profesorem i kierownikiem Katedry Technologii Metali. Po trzech latach przestał pracować na Politechnice Lwowskiej, został na zlecenie rządu metalurgiem w przemyśle zbrojeniowym tj. prowadził prace laboratoryjne w fabryce w Starachowicach, część swoich prac opatentował. W 1936 został inspektorem naukowym w Hucie Batory należącej do koncernu Wspólnota Interesów Górniczo-Hutniczych w Hajdukach Wielkich, a rok później zamieszkał w Warszawie, gdzie pracował w Ministerstwie Spraw Wojskowych jako rzeczoznawca w zakresie uzbrojenia.
Po wybuchu II wojny światowej został jako major oddelegowany do akcji ewakuacji złota stanowiącego rezerwy Skarbu Państwa. Przedostał się do Rumunii, a następnie w przez Francję do Wielkiej Brytanii, gdzie łączył pracę badawczą ze służbą w Polskich Siłach Zbrojnych. Pracował w Laboratorium Krystalograficznym (Cavendish Laboratory) Uniwersytetu w Cambridge, w 1946 był jednym z siedemdziesięciu sześciu polskich oficerów Polskich Sił Zbrojnych, którzy zostali oficjalnie pozbawieni obywatelstwa przez Tymczasowy Rząd Jedności Narodowej.
Od 1946 do 1949 był profesorem metalurgii w Polish University College, w 1951 wyjechał do Kanady. Rząd kanadyjski uhonorował dr. Władysława Wrażeja tytułem „Senior Scientist” w sekcji metalurgicznej departamentu „Mines and Technical Surveys”. Wykładał w tamtejszej filii Polskiego Uniwersytetu Na Obczyźnie, w 1969 został uhonorowany tytułem doctor honoris causa Wydziału Mechanicznego tej uczelni. Należał do Stowarzyszenia Inżynierów Polskich w Kanadzie, od 1952 przez dwie kadencje pełnił funkcję sekretarza. Razem z Romanem Gapskim angażował się w organizowanie polskiego ruchu skautingowego w Kanadzie (harcerzem był już podczas studiów we Lwowie), do 1964 stał na czele ZHP w Kanadzie. W 1962 został wybrany przez PUNO profesorem delegatem na Kanadę oraz przystąpił do Rady Akademickiej Szkół Technicznych. W 1964 przeszedł na emeryturę, należał do Stowarzyszenia Polskich Kombatantów w Kanadzie. 3 maja 1985 pośmiertnie został odznaczony przez władze RP na uchodźstwie Srebrnym Krzyżem Zasługi.